# New 超級瑪利歐兄弟2
《新超级马里奥兄弟 2》是由任天堂情報開發本部开发并由任天堂发行在任天堂3DS平台上的一款平台动作游戏，是《新超级马里奥兄弟》的续作。本作正式公布于2012年4月21日的任天堂Direct上。
《新超级马里奥兄弟2》于2012年7月28日在日本配同《东北大学加龄医院研究所川岛隆太教授监修 脑锻炼5分钟魔鬼训练》以及任天堂3DS LL发售，8月17日在欧洲地区发售，8月19日在北美地区发售。本作同时也在任天堂在线商店任天堂eShop上推出了数字下载版本供玩家付费下载，此为系列首创。在2012年9月28日播放的任天堂Direct中，公布了本作的DLC计划，这也是马里奥系列首次加入追加下载内容。2013年3月13日，任天堂香港和任天堂溥天确认预计将于2013年6月21日发售《新超级马里奥兄弟2》的官方繁体中文版《New超级玛利欧兄弟2》。

## 游戏概况
遊戲主要關於收集金幣

### 追加下载内容
《新超级马里奥兄弟2》不仅是马里奥系列首次采用了数位下载模式进行发售，并且也是本系列首次引入“追加下载内容（DLC）”的游戏元素。首批DLC #1-#3于2012年10月2日开始提供下载，每个售价200日元/2.5美元。2013年3月，任天堂香港和任天堂溥天也确认中文版本也將“開放新增遊戲關卡的『新增關卡包』之付費下載”。而繁体中文区专用的任天堂点数充值卡也于5月初开始预售。由于本作的中文版可以支持中国大陆行货iQue 3DS XL使用，但神游方面并无3DS eShop，所以大陆版3DS用户或将无法获得本作的追加下载内容。
| 配信日期                                  | DLC标题                                                                                | 关卡数目 | 难度                    | 售价                                       |
| ----------------------------------------- | -------------------------------------------------------------------------------------- | -------- | ----------------------- | ------------------------------------------ |
| 2012年10月2日 2012年10月4日 2013年6月21日 | #1 ゴールドマリオでGo!Go!パック #1 Gold Rush Pack #1 #1 金色瑪利歐 Go! Go! 淘金關卡包  | 3        | ★☆☆☆☆                   | 200日元 2.5美元 20港币 60 Nintendo Points  |
| 2012年10月2日 2012年10月4日 2013年6月21日 | #2 きろくにチャレンジ!Aパック #2 COIN CHALLENGE PACK A #2 紀錄大挑戰！A關卡包          | 3        | ★★★☆☆                   | 200日元 2.5美元 20港币 60 Nintendo Points  |
| 2012年10月2日 2012年10月4日 2013年6月21日 | #3 いっぱつしょうぶでドキドキパック #3 NERVE-WRACK PACK#3 不留神就玩完！心驚膽跳關卡包 | 3        | ★★★★★                   | 200日元 2.5美元 20港币 60 Nintendo Points  |
| 2012年10月25日 2013年6月21日              | #4 ゴールドキノコをかりまくれ!パック #4 GOLD MUSHROOM PACK #4 金色蘑菇獵飽飽！關卡包   | 3        | ★★☆☆☆                   | 200日元 2.5美元 20港币 60 Nintendo Points  |
| 2012年10月25日 2013年6月21日              | #5 きろくにチャレンジ!Aパック #5 COIN CHALLENGE PACK B #5 紀錄大挑戰！B關卡包          | 3        | ★★★☆☆                   | 200日元 2.5美元 20港币 60 Nintendo Points  |
| 2012年11月27日 2013年6月21日              | #6 おうごんのクラシックコースパック #6 GOLD CLASSICS PACK #6 黃金經典關卡包            | 3        | ★☆☆☆☆                   | 200日元1 2.5美元 20港币 60 Nintendo Points |
| 2012年12月5日 2013年6月28日               | #7 きろくにチャレンジ! Cパック #7 COIN CHALLENGE PACK C #7 紀錄大挑戰！C關卡包         | 3        | ★★★☆☆                   | 200日元 2.5美元 20港币 60 Nintendo Points  |
| 2012年12月5日 2013年6月28日               | #8 きけんなあしばをつきすすめ!パック #8 PLATFORM PANIC PACK #8 紀錄大挑戰！C關卡包     | 3        | ★★★★☆                   | 200日元 2.5美元 20港币 60 Nintendo Points  |
| 2012年12月21日 2013年6月28日              | #9 はっけん!ふしぎなぼうけんパック #9 MYSTERY ADVENTURES PACK #9 紀錄大挑戰！C關卡包   | 3        | ★★★☆☆                   | 200日元 2.5美元 20港币 60 Nintendo Points  |
| 2012年12月21日 2013年6月28日              | #10 じごくのてつじんレースパック #10 IMPOSSIBLE PACK #10 地狱铁人赛關卡包              | 3        | 预测不能 ★★★★★ 无法测量 | 200日元 2.5美元 20港币 60 Nintendo Points  |

注：
1. ^1  该次追加关卡内容是为庆祝《新 超级马里奥兄弟2》全球收集金币数超过3,000亿枚而特地推出的。在2012年11月27日至2013年1月31日之前作为免费下载[11]。

## 开发
2010年11月，宫本茂表示将于任天堂3DS平台开发2D和3D的马里奥游戏。在2012年1月下旬的投资者会议期间，任天堂总裁岩田聪公布了一个未名的2D超级马里奥游戏。他称一个“全新2D横向卷轴动作类型的超级马里奥对于任天堂3DS是一个关键作品”。任天堂“在下一财政年度”，即2012年3月到2013年3月推出游戏。
在2012年4月21日的任天堂Direct会议期间，《新超级马里奥兄弟2》公布，游戏是2006年《新超级马里奥兄弟》的续作，并暂定在2012年8月起于日本、北美、欧洲和澳大利亚发售。任天堂表示，《新超级马里奥兄弟2》“特别带来了pick-up-and-play体验”，能照顾各种水平的玩家。
本作是任天堂的首批提供数位下载方式的任天堂3DS游戏之一。

## 游戏评价與銷售
| 汇总媒体     | 得分   |
| ------------ | ------ |
| GameRankings | 78.59% |
| Metacritic   | 78/100 |

| 媒体           | 得分   |
| -------------- | ------ |
| 电脑与电子游戏 | 8/10   |
| 电子游戏月刊   | 9/10   |
| G4             | 4/5    |
| GameSpot       | 7/10   |
| IGN            | 8.5/10 |
| Nintendo Life  | [ 25 ] |
| 官方任天堂杂志 | 90%    |
| Fami通         | 36/40  |
| Destructoid    | 7/10   |
| Forbes         | 8/10   |
| Polygon        | 7/10   |

《新超级马里奥兄弟2》在全球范围内获得了比较积极的评价，但口碑不及前作。本作在GameRankings获得78.97%的总评分，而在Metacritic上获得78/100，低于前作《新超级马里奥兄弟》的89/100。Fami通的四位编辑给本作打出36分（满分40分），和前作打平。
IGN给本作打出8.5分（满分10分），比前作低（前作为8.9分）。
GameSpot给本作打出7分（满分10分），比前作低（前作为9分）。
本作在日本发售后，截止第2天已售出超过430,000份实体游戏（不包括数位下载版的销量数据）；成为任天堂3DS在日本地区发售第三快的游戏（排在《勇者斗恶龙怪兽篇：特里的仙境 3D》和《马里奥赛车7》之后）。在2022年11月8日公開的第二季（截止至2012年9月）任天堂銷售數據中，《New 超級瑪利歐兄弟 2》在全球已售出1,341萬份，在任天堂3DS上的本家遊戲銷量第五名。